# Closenbruch
Closenbruch este o arie protejată (arie specială de conservare — SAC, sit de importanță comunitară — SCI) din Germania întinsă pe o suprafață de 82 ha, integral pe uscat.

## Localizare
Centrul sitului Closenbruch este situat la coordonatele 49°20′05″N 7°21′34″E / 49.3347°N 7.3594°E.

## Înființare
Situl Closenbruch a fost declarat sit de importanță comunitară în martie 1998 pentru a proteja 8 specii de animale. Situl a fost protejat și ca arie specială de conservare în noiembrie 2015.

## Biodiversitate
Situată în ecoregiunea continentală, aria protejată conține 4 habitate naturale: Vegetație psamofilă uscată cu pășuni deschise de Corynephorus și Agrostis, Formațiuni ierboase bogate în specii de Nardus, dezvoltate pe substraturi silicioase în zone montane (și în zone submontane, în Europa continentală), Liziere de ierburi înalte hidrofile de câmpie și de nivel montan până la alpin, Fânețe de joasă altitudine (Alopecurus pratensis, Sanguisorba officinalis).
La baza desemnării sitului se află mai multe specii protejate:
- păsări (6): fâsă de luncă (Anthus pratensis), becațină comună (Gallinago gallinago), sfrâncioc roșiatic (Lanius collurio), mărăcinar (Saxicola rubetra), mărăcinar negru (Saxicola torquatus), nagâț (Vanellus vanellus)
- nevertebrate (2): fluturele purpuriu (Lycaena dispar), phengaris nausithous (Maculinea nausithous)

Pe lângă speciile protejate, pe teritoriul sitului au mai fost identificate 7 specii de plante, 2 specii de amfibieni, 6 specii de nevertebrate, 2 specii de reptile.